# Ad Wilschut
Ad Wilschut (Goes, 26 oktober 1943) was drummer van de indorock-band The Javelins. Hij kwam bij de band in 1962 en was actief in deze groep tot het einde van "The Javelins"-periode. Met The Javelins werkte hij nationaal- en internationaal. Na vele jaren Indo Rock drummer te zijn geweest vloeiden zijn activiteiten daarna over, via de tussenliggende beatmuziek, naar de blues. Zijn laatste vaste plaats als drummer vervulde hij bij de "Delta Blues Band" waarin hij onder andere met Jan Blok († 21-06-2006), een bekende Zeeuwse pop- en bluesmusicus, jarenlang musiceerde.
Hij werkte ook als freelance drummer samen met vele andere artiesten die, afhankelijk van hun optredens en bezettingen, ritmische ondersteuning nodig hadden.